# Reprezentacja Timoru Wschodniego w piłce nożnej mężczyzn
Związek piłkarski Timoru Wschodniego (FFTL) został założony w 2002, a 12 września 2005 stał się 207. członkiem Międzynarodowej Federacji Piłkarskiej (FIFA).
Jest jedną z najsłabszych reprezentacji narodowych na świecie.
Piłkarze Reprezentacji Timoru Wschodniego nigdy nie zakwalifikowali się do Mistrzostw Świata.
Swój międzynarodowy debiut Timor Wschodni zaliczył w marcu 2003 w rundzie wstępnej Mistrzostw Azji, kiedy to uległ 2-3 Sri Lance oraz 0-3 Tajwanowi. Timor Wschodni uczestniczył też w 2004 w Pucharze Tygrysa (Tiger Cup, turniej państw południowo-wschodniej Azji), zajmując ostatnie miejsce w grupie z najgorszym bilansem w całym turnieju. W 2004 po raz pierwszy uczestniczył w międzynarodowej sesji piłkarskiej w Petaling Jaya, stając się pełnoprawnym członkiem Azjatyckiej Federacji Piłkarskiej.
Obecnie reprezentację Timoru Wschodniego prowadzi Chilijczyk Simón Elissetche.

## Udział wMistrzostwach Świata
- 1930 – 1974 – Nie brał udziału (był kolonią portugalską)
- 1978 – 2002 – Nie brał udziału (był częścią Indonezji)
- 2006 – Nie brał udziału (nie był członkiem FIFA)
- 2010 – 2022 – Nie zakwalifikował się

## Udział wPucharze Azji
- 1956 – 1972 – Nie brał udziału (był kolonią portugalską)
- 1976 – 2000 – Nie brał udziału (był częścią Indonezji)
- 2004 – Nie zakwalifikował się
- 2007 – 2015 – Nie brał udziału
- 2019 – 2023 – Nie zakwalifikował się

## Najlepsi strzelcy
- 3 bramki:
  - Emílio da Silva (wszystkie w dwóch spotkaniach przeciwko Hongkongowi)
  - Adelio Maria Da Costa (przeciwko Brunei, Laosowi oraz Kambodży)
- 1 bramka:
  - F.J.G.R.M Cabral (przeciwko Sri Lance)
  - Januario Do Rego (przeciwko Filipinom)
  - Simon Diamantino (przeciwko Mjanmie)
  - Anatacio Belo (przeciwko Brunei)
  - Antonio Manuel Ximenes (przeciwko Laosowi)